# Atenodor Kordylion
Atenodor Kordylion, Atenodoros, Athenodoros gr. Αθηνόδωρος Κορδυλίων – (II/I wiek p.n.e.) – pochodzący z Tarsu filozof stoicki, kierownik biblioteki w Pergamonie.
Posądzany o wycinanie z pism starszych stoików fragmentów, które uważał za sprzeczne z jego filozofią. Około 70 roku p.n.e. z będącym już w podeszłym wieku filozofem,  spotkał się  przebywający w Mezji Katon Młodszy. Ceniący Atenodora Katon zabrał go do Rzymu, gdzie filozof przebywał do końca życia.